# NGC 174
NGC 174 là một thiên hà xoắn ốc cách xa khoảng 159 triệu năm ánh sáng trong chòm sao Ngọc Phu. Nó được phát hiện vào ngày 27 tháng 9 năm 1834 bởi nhà thiên văn học John Herschel.

## Lịch sử quan sát
Khi Herschel phát hiện ra thiên hà, anh ta đã ghi lại "mờ nhạt, nhỏ, nhỏ kéo dài, giữa một số ngôi sao sáng". Sau lần quét thứ hai và thứ ba, anh ta lưu ý một vị trí chính xác phù hợp với PGC 2206. Như vậy, hai đối tượng thường được gọi là như nhau. Thiên hà sau đó đã được John Louis Emil Dreyer phân loại trong Danh mục chung mới, nơi ghi chú ban đầu của Herschel được thông qua, vì vật thể được mô tả là "cực kỳ mờ, nhỏ, rất nhỏ, giữa các ngôi sao sáng".

## Sự miêu tả
Thiên hà xuất hiện rất mờ trên bầu trời vì nó chỉ có cấp sao biểu kiến thị giác xấp xỉ 14 và do đó chỉ có thể quan sát được bằng kính viễn vọng. Nó có thể được phân loại là loại G bằng cách sử dụng Trình tự Hubble. Khoảng cách của vật thể cách Hệ mặt trời khoảng 159 triệu năm ánh sáng có thể được ước tính bằng cách sử dụng dịch chuyển đỏ và định luật của Hubble.